# اورلی
شهر اورلی (به فرانسوی: Orly) در شهرستان ول دو مرن در ناحیه ایل-دو-فرانس با جمعیت ۲۰٬۸۷۴ نفر در کشور فرانسه واقع شده‌است